# Nicolau Canyelles
Nicolau Canyelles (en català) o Nicolà Canelles (en llengua sarda) (Esglèsies, 1515 – Càller, 1585), fou un religiós catòlic sard, de nació i nissaga catalana, ciutadà del Regne de Sardenya, que va exercir de Bisbe de la vila de Bosa.
Va ser un dels prelats amb més dignitats de la Sardenya eclesiàstica del segle XVI.
Destacat exponent de la família medieval catalana dels Canyelles (també anomenats localment a Sardenya com Canelles), Nicolau, fill de Nicolau Francesc Canyelles (Nicolò Francesco Canelles), alcalde d'Esglèsies, Sardenya, i de Beatrice del Seny, fou bisbe de la vila de Bosa, Sardenya.
Va fundar la primera empremta tipogràfica de l'illa a Càller, l'any 1566, introduint aquest art a Sardenya realitzat amb tipus mòbil.
Després de graduar-se In utroque iure (locució llatina) a Roma l'any 1548, va ser nomenat «commensal» dels papa Juli III, que apreciava la seva profunda cultura.
Tornat a Sardenya el 1551, va ser gràcies a les prebendes concedides pel mateix Papa que va poder fundar la primera tipografia de l'illa a Càller que el 1566 va donar a llum el primer llibre amb caràcters d'impressió propis: El catecisme d'Edmond Auger.
Canonge de la catedral de Càller, el 1573 fou nomenat vicari general de l'arxidiòcesi i el 1577 fou nomenat bisbe de Bosa i "Prior de Sant Lleonart sete funtanas" . La seva activitat pastoral es va centrar en la promoció de la cultura i la renovació de les constitucions eclesiàstiques a la llum del Concili de Trento. Va ser un dels representants més destacats de la cultura humanística de Sardenya al segle XVI juntament amb els arquebisbes de Sassari Salvatore Alepus i Antonio Canopolo.
Va morir a Càller l'any 1585 deixant una de les biblioteques més antigues i més importants de l'illa, que va ser adquirida pel bibliòfil Monserrat Rosselló: més de tres mil volums dels Canyelles es conserven a la Biblioteca Universitària de Càller, catalogades a la col·lecció Rosselló.
En memòria de Nicolau Canyelles, diversos carrers i escoles de Sardenya porten el seu nom, inclòs el carrer on es va construir la seva tipogràfica, on aquest esdeveniment es commemora amb una placa.